# Varennes-lès-Narcy
Varennes-lès-Narcy település Franciaországban, Nièvre megyében. Lakosainak száma 909 fő (2022. január 1.). Varennes-lès-Narcy Bulcy, La Charité-sur-Loire, Mesves-sur-Loire, Narcy és Raveau községekkel határos.

## Népesség
A település népessége az elmúlt években az alábbi módon változott:
| Lakosok száma | 966  | 998  | 981  | 955  | 933  | 928  | 921  | 918  | 909  |
|               | 2013 | 2015 | 2016 | 2017 | 2018 | 2019 | 2020 | 2021 | 2022 |